# 伊藤正徳 (軍事評論家)
伊藤 正徳（いとう まさのり、1889年（明治22年）10月18日 - 1962年（昭和37年）4月21日）は、日本のジャーナリスト、作家、軍事評論家。
海軍部内に精通し、大海軍記者と称された。
時事新報社取締役社説部長、同盟通信社参与、共同通信社初代理事長、時事新報社長、産業経済新聞主幹、日本新聞協会初代理事長等を歴任した。

## 略歴
茨城県水戸市生まれ。1913年（大正2年）慶應義塾大学部理財科を卒業し、時事新報社に入社。経済部や政治部、海軍省担当記者として活躍。
大正から昭和にかけて時事新報の海軍記者として黒潮会に属して活動した。
1921年（大正10年）に行われたワシントン軍縮会議では現地まで派遣され、後藤武男とともに「日英同盟廃棄と四国協定成立」の国際的スクープを報じて名声を上げた。
その後、編集局長、取締役社説部長を務め、1933年（昭和8年）に退社した。
時事新報社を退社後、同盟通信社参与、中部日本新聞社編集局長などを歴任した。
海軍のブレーントラストの一員であり、本人は"海軍のフレンド"と称していた。記者生活の傍ら、1941年から母校慶應義塾大学で国防学の講義を受け持っている。
なお山本五十六が親友の堀悌吉が予備役に編入された際、｢海軍の大馬鹿人事だ｣と語った相手が伊藤である。
戦後、1945年（昭和20年）に共同通信社初代理事長となり戦後の通信社の復興に努めたほか、1946（昭和 21）年には「新聞倫理綱領」の作成に当たり日本新聞協会が設立されると初代理事長として、占領下の新聞界の舵取り役を務めた。1950（昭和25）年より、新生の時事新報社社長に就任。ついで産業経済新聞（現：産経新聞）主幹を務めた。1956（昭和31）年、長年新聞界に貢献した功績が評価され新聞文化賞を受賞した。
占領終了後は、没するまで第二次世界大戦（太平洋戦争・大東亜戦争）戦史を多く刊行、現在まで再版されている。『連合艦隊の最後』はベストセラーとなった。没する前年の1961（昭和36）年に菊池寛賞を受賞した。

## 軍縮会議
ワシントン軍縮会議は、主力艦6割で妥結が成立したが、伊藤は7割論を唱えていた。当時の新聞界は6割での妥結を支持する形勢であったが、理論上は7割が必要であるとしたためで、会議妥結には賛成している。ロンドン海軍軍縮条約では、補助艦比率6割9分7厘5毛での妥結に賛成し、軍縮条約反対派に仕掛けられた「キャッスル事件」に巻き込まれている。この事件は、駐日アメリカ大使ウィリアム・リチャーズ・キャッスルが、伊藤ら言論界の有力者を買収して条約に賛成させたという中傷であった。

## 著書
- 『潜水艇と潜水戦』上田屋〈海軍論 第1編〉、1917年3月。NDLJP:942198。
- 『破壊より建設へ』外交時報社、1920年3月。NDLJP:955718。
- 『改造の戦ひ』日本評論社出版部、1920年3月。NDLJP:955716。
- 『華府会議と其後』東方時論社、1922年6月。NDLJP:968613。
- 『想定敵国』佐々木出版部、1926年9月。NDLJP:1018754。
  - 『軍備と想定敵国　世界戦争時代の経験』書肆心水、2022年6月。ISBN 9784910213279。
- 『加藤高明』 上巻、加藤伯伝記編纂委員会、1929年3月。NDLJP:1240803。
- 『加藤高明』 下巻、加藤伯伝記編纂委員会、1929年3月。NDLJP:1240825。
  - 『加藤高明』 上巻（再版）、加藤伯伝記編纂委員会、1929年6月。NDLJP:1878406。
  - 『加藤高明』 下巻（再版）、加藤伯伝記編纂委員会、1929年6月。NDLJP:1878429。
  - 『加藤高明 伝記・加藤高明 上巻』大空社、1995年6月。ISBN 9784872364743。
  - 『加藤高明 伝記・加藤高明 下巻』大空社、1995年6月。ISBN 9784872364750。
    - 抜粋版 『攻める外交 加藤高明　脱元老支配と日英同盟による国際戦略』書肆心水、2021年4月。ISBN 9784910213149。
- 『軍縮？』春陽堂、1929年11月。NDLJP:1171450。
- 『新軍縮の表裏』日本工業倶楽部経済研究会〈経済研究叢書 13輯〉、1929年。
- 『日米海軍と軍縮』高瀬書房、1932年9月。NDLJP:1213068。
- 『アメリカへの視線』平凡社〈世界の今明日叢書 第13巻〉、1933年5月。NDLJP:1214724。
- 『新聞生活二十年』中央公論社、1933年12月。NDLJP:1211868。
- 『外交読本』中央公論社、1934年10月。NDLJP:1907719。
- 『軍縮読本』中央公論社、1934年11月。NDLJP:1232801。
- 『軍縮会議脱退後の日本海軍』東洋経済出版部〈東洋経済パンフレット 第6輯〉、1936年6月。
- 『国際情勢と日本』鉄道総局人事局厚生課〈社員教養資料 第3輯〉、1940年5月。NDLJP:1910119。
- 『世界と日本 日本外交の再建』鱒書房、1940年7月。NDLJP:1047584。
- 『太平洋問題について』全国経済調査機関聯合会〈彙報別冊 137号〉、1941年11月。
- 『国防史』東洋経済新報社〈現代日本文明史 第4巻〉、1941年12月。
- 『世界大海戦史考』中央公論社、1943年9月。NDLJP:1871418。
  - 『世界大海戦史考』（再版）日本電報通信社出版部、1944年9月。NDLJP:1062917。
- 『新聞五十年史』鱒書房、1943年4月。NDLJP:1037800。新版NDLJP:1872533。、1947年
  - 『近代日本新聞史　近代新聞の誕生から敗戦占領下での再生まで』書肆心水、2023年9月。改題改訂版
  - 『近代日本新聞史 内幕篇　読者・広告・経済・競争』書肆心水、2024年3月。続編
- 『恒子の思ひ出』慶應通信、1955年5月。
- 『連合艦隊の最後』文藝春秋新社、1956年3月。
  - 『連合艦隊の最後』角川文庫、1974年。Kindle版あり
  - 『連合艦隊の最後　付・連合艦隊の栄光』光人社、1990年2月。ISBN 9784769801429。
  - 『連合艦隊の最後 太平洋海戦史』光人社〈光人社NF文庫〉、1993年7月。
  - 『連合艦隊の最後』（新版）光人社、2000年11月。ISBN 9784769809791。
  - 『連合艦隊の最後 太平洋海戦史』（新版）光人社〈光人社NF文庫〉、2004年4月。ISBN 9784769820161。
- 『大海軍を想う』文藝春秋新社、1956年12月。
  - 『大海軍を想う』 文藝春秋、1968年、新版。Kindle版（上・下）あり
  - 『大海軍を想う』光人社、1981年12月。ISBN 9784769801696。
  - 『大海軍を想う その興亡と遺産』光人社〈光人社NF文庫〉、2002年4月。ISBN 9784769823438。
  - 『大海軍を想う その興亡と遺産』（新版）潮書房光人新社〈光人社NF文庫〉、2018年7月。ISBN 9784769830801。
- 『軍閥興亡史 第1』文藝春秋新社、1957年12月。
- 『軍閥興亡史 第2』文藝春秋新社、1958年5月。
- 『軍閥興亡史 第3』文藝春秋新社、1958年12月。
  - 『軍閥興亡史 第1巻 日露戦争に勝つまで』光人社〈光人社NF文庫〉、1998年8月。ISBN 9784769822059。
  - 『軍閥興亡史 第2巻 昭和軍閥の形成まで』光人社〈光人社NF文庫〉、1998年9月。ISBN 9784769822080。
  - 『軍閥興亡史 第3巻 日米開戦に至るまで』光人社〈光人社NF文庫〉、1998年10月。ISBN 9784769822110。Kindle版あり
  - 『軍閥興亡史 1 日露戦争に勝つまで』（新版）潮書房光人新社〈光人社NF文庫〉、2016年11月。ISBN 9784769829799。
  - 『軍閥興亡史 2 昭和軍閥の形成まで』（新版）潮書房光人新社〈光人社NF文庫〉、2016年12月。ISBN 9784769829843。
  - 『軍閥興亡史 3 日米開戦に至るまで』（新版）潮書房光人新社〈光人社NF文庫〉、2017年1月。ISBN 9784769829904。
- 『帝国陸軍の最後 1 進攻篇』文藝春秋新社、1959年9月。
- 『帝国陸軍の最後 2 決戦篇』文藝春秋新社、1960年4月。
- 『帝国陸軍の最後 3 死闘篇』文藝春秋新社、1960年8月。
- 『帝国陸軍の最後 4 特攻篇』文藝春秋新社、1961年3月。
- 『帝国陸軍の最後 5 終末篇』文藝春秋新社、1961年10月。
  - 『帝国陸軍の最後』 文藝春秋（全5巻）、1969-70年、新版
  - 『帝国陸軍の最後』 角川文庫（全5巻）、1973年。Kindle版あり
  - 『帝国陸軍の最後 1 進攻篇』光人社〈光人社NF文庫〉、1998年2月。ISBN 9784769821878。
  - 『帝国陸軍の最後 2 決戦篇』光人社〈光人社NF文庫〉、1998年3月。ISBN 9784769821908。
  - 『帝国陸軍の最後 3 死闘篇』光人社〈光人社NF文庫〉、1998年4月。ISBN 9784769821939。
  - 『帝国陸軍の最後 4 特攻篇』光人社〈光人社NF文庫〉、1998年5月。ISBN 9784769821977。
  - 『帝国陸軍の最後 5 終末篇』光人社〈光人社NF文庫〉、1998年6月。ISBN 9784769822004。
- 『連合艦隊の栄光』文藝春秋新社、1962年6月。
  - 『連合艦隊の栄光』角川文庫、1974年。Kindle版あり
  - 『連合艦隊の栄光 太平洋海戦史』光人社〈光人社NF文庫〉、1996年7月。ISBN 9784769821281。
  - 『連合艦隊の栄光』光人社、2001年6月。ISBN 9784769810063。
  - 『連合艦隊の栄光 太平洋海戦史』（新版）潮書房光人新社〈光人社NF文庫〉、2014年12月。ISBN 9784769828648。新装版2023年3月